# Spoorlijn Hazebrouck - Merville
De Spoorlijn Hazebrouck - Merville was een Franse spoorlijn van Hazebrouck naar Merville. De lijn was 15 km lang.

## Geschiedenis
De lijn werd aangelegd door de Compagnie du Chemin de fer d'Hazebrouck à Merville en geopend in 1906. In 1944 werd de brug over de Leie vernietigd waardoor er geen doorgaand verkeer meer mogelijk was. Tussen Hazebrouck en Basse-Boulogne bleef de lijn in gebruik tot 1962, waarna deze werd opgebroken.

## Aansluitingen
In de volgende plaatsen is of was er een aansluiting op de volgende spoorlijnen:
Hazebrouck
RFN 295 000, spoorlijn tussen Lille en Les Fontinettes
RFN 298 000 tussen Hazebrouck en Boeschepe
RFN 301 000, spoorlijn tussen Arras en Dunkerque
Merville
RFN 294 000, spoorlijn tussen Armentières en Arques